# Diuka
Diuka, piskliweczka, diuka białogardła (Diuca diuca) – gatunek małego ptaka z rodziny tanagrowatych (Thraupidae), zamieszkujący południową część Ameryki Południowej.

## Taksonomia
Jest to jedyny przedstawiciel rodzaju Diuca. Wyróżnia się 4 podgatunki.
Etymologia
Epitet gatunkowy Fringilla diuca Molina, 1782 (araukańska nazwa Diuca i Siuca dla diuki).

## Morfologia
Długość ciała: 16–18 cm; masa ciała: 31–41 g.

## Występowanie
Diuka występuje w zależności od podgatunku:
- D. diuca crassirostris – północno-środkowe Chile, południowa Boliwia i północna Argentyna
- D. diuca diuca – diuka większa[6] – środkowe i południowo-środkowe Chile, zachodnia Argentyna
- D. diuca chiloensis – archipelag Chiloé
- D. diuca minor – diuka mniejsza[6] – środkowa i południowa Argentyna, południowe Chile

## Status
IUCN uznaje diukę za gatunek najmniejszej troski (LC, Least Concern) nieprzerwanie od 1988 roku. Liczebność światowej populacji nie została oszacowana, ale ptak ten opisywany jest jako pospolity. Trend liczebności populacji uznawany jest za stabilny ze względu na brak istotnych zagrożeń i dowodów na spadki liczebności.